# Rowen

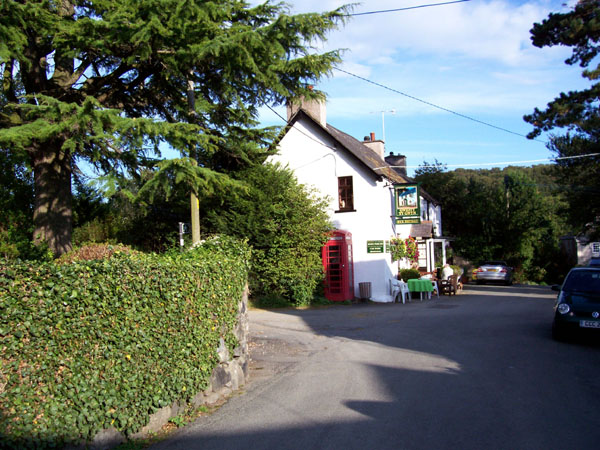
Pub "Ty Gwyn" w Rowen

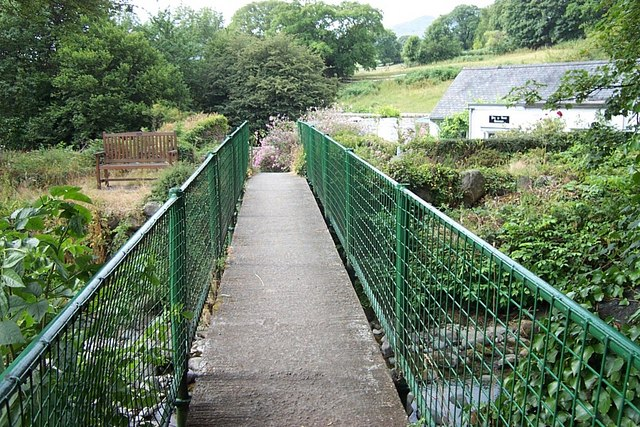
Kładka dla pieszych przez rzekę Afon Roe

Rowen – mała wioska na zachodnich zboczach doliny Conwy w hrabstwie Conwy, w północnej Walii. Leży przy drodze B5106, między Dolgarrog i Conwy. W ostatnich czasach nazwa wsi była pisana różnie np. jako "Rowen", "Ro-wen" i "Roewen".
Afon Roe, która jest dopływem rzeki Conwy, przepływa przez wieś. Dopływem Afon Roe jest Afon Tafolog, która przepływa przez wschodnie stoki Drum, szczytu w górach Carneddau.
We wsi znajduje się sklep, pub i mała szkoła podstawowa. Znajduje się tam również schronisko młodzieżowe w odległości mili na zachód od wsi.
W przeszłości jednak wieś miała większe znaczenie. Znajdowały się w niej trzy młyny, kilka pubów i gospód. Miejscowość jest popularnym punktem wyjścia dla ludzi chodzących po górach w północnej Snowdonii, zwłaszcza w górach Carneddau. W pobliżu znajdują się trasy drogi rzymskiej i średniowieczny, XII-wieczny kościół Llangelynnin.